# (33256) 1998 HK35
1998 HK35 (asteroide 33256) é um asteroide da cintura principal. Possui uma excentricidade de 0.04623750 e uma inclinação de 10.58940º.
Este asteroide foi descoberto no dia 20 de abril de 1998 por LINEAR em Socorro.